# Mark Looms
Mark Looms (Almelo, Países Bajos, 24 de marzo de 1981) es un futbolista neerlandés. Juega de defensor. 

## Trayectoria
Debutó en el Heracles Almelo en la temporada 2000-01 cuando el club aún militaba en la Eerste Divisie, hasta su ascenso a la Eredivisie, la máxima categoría del fútbol neerlandés, a partir de la temporada 2005-06. Looms jugó durante toda su carrera en el mismo club.

## Clubes
| Club            | País         | Año       |
| --------------- | ------------ | --------- |
| Heracles Almelo | Países Bajos | 2000-2012 |
| NAC Breda       | Países Bajos | 2012-2013 |

## Palmarés

### Campeonatos nacionales
| Título         | Club            | País         | Año  |
| -------------- | --------------- | ------------ | ---- |
| Eerste Divisie | Heracles Almelo | Países Bajos | 2004 |